# Нігерська криза
Ніге́рська криза — події, що почалися після військового перевороту в Нігері 26 липня 2023 року. Внаслідок перевороту президентська гвардія затримала президента Мохамеда Базума, а командувач гвардії генерал Абдурахаман Сіані проголосив себе лідером нової військової хунти.
30 липня 2023 року Економічне співтовариство країн Західної Африки (ЕКОВАС) надало лідерам перевороту тижневий строк для повернення влади Базуму, у разі невиконання чого погрожуючи застосувати санкції та військову силу. 10 серпня ЕКОВАС наказало привести в готовність свої резервні сили. Раніше ЕКОВАС уже здійснювало інтервенцію до Гамбії для відновлення демократії після конституційної кризи 2016—2017 років.
Усі активні члени ЕКОВАС, крім Кабо-Верде, зголосилися надати свої військові контингенти у разі інтервенції ЕКОВАС проти хунти. Військові хунти Буркіна-Фасо й Малі заявили про приєднання своїх військ до нігерійської хунти в разі початку інтервенції, а також про формування спільного військового альянсу.

## Передумови

### Переворот
26 липня 2023 року нігерське президенське представниство оголосило, що президентська охорона на чолі з генералом Абдурахаманом Сіані взяла участь в «антиреспубліканській демонстрації». Президента Нігеру Мохамеда Базума та його сім'ю затримали в президентському палаці в Ніамеї, а міністр внутрішніх справ Хамаду Сулі був заарештований. Переворот очолив Сіані, якого Базум планував усунути з посади через напружені відносини. За повідомленнями, рішення про його відставку було ухвалено на засіданні кабінету міністрів 24 липня. Палац і прилеглі до нього міністерства оточили військові машини, а цивільних прихильників Базума, які намагалися підійти до палацу, розігнала президентська гвардія із застосуванням вогнепальної зброї, унаслідок чого одну людину було поранено. Військові підрозділи, лояльні до Базума, спочатку оточили комплекс.
Проте увечері полковник-майор Повітряних сил Нігеру Амаду Абдраман оголосив на державному телебаченні про усунення президента Базума від влади та створення Національної ради захисту Батьківщини через погіршення ситуації з безпекою та погане управління. Він також оголосив про скасування конституції країни, припинення роботи державних установ, закриття кордонів, запровадження комендантської години з 22:00 до 05:00 за місцевим часом і застеріг від будь-якого іноземного втручання. Згодом всю діяльність політичних партій в країні було призупинено до подальших розпоряджень.
Попри своє затримання, Базум відмовився йти у відставку. Його міністр закордонних справ Хассумі Массуду заявив, що «законна й легітимна влада» в країні залишається за президентом, оголосивши себе виконуючим обов'язки глави держави і закликавши до опору проти перевороту. Утім, керівництво збройних сил Нігеру заявило про свою підтримку перевороту, посилаючись на необхідність захистити президента й уникнути «смертельної конфронтації».
28 липня Сіані проголосив себе президентом, заявивши, що він усунув Базума для уникнення «поступової та неминучої загибелі» Нігеру, і звинуватив Базума в тому, що той намагався приховати ситуацію в країні. Сіані не назвав термінів повернення до цивільного правління.

### ЕКОВАС
Економічне співтовариство країн Західної Африки (ЕКОВАС) є регіональним політичним та економічним союзом п'ятнадцяти країн Західної Африки, що займає площу 5 114 162 км² (1 974 589 м²) з населенням понад 387 мільйонів осіб станом на 2019 рік. ЕКОВАС, створений 1975 року, прагне досягти колективної самодостатності країн-учасниць шляхом створення єдиного великого торгового блоку.
ЕКОВАС також виконує функції миротворчих сил у регіоні: держави-члени періодично направляють спільні збройні сили для інтервенції до країн-учасниць блоку в періоди політичної нестабільності та заворушень.
З 2003 року союз провів інтервенції до наступних країн:
- 2003 — Кот-д'Івуар (перша Івуарійська громадянська війна) та Ліберія (друга громадянська війна в Ліберії)
- 2012 — Гвінея-Бісау (державний переворот у Гвінеї-Бісау)
- 2013 — Малі (війна в Малі)
- 2017 — Гамбія (інтервенція до Гамбії)

### Безпекова ситуація
США, Франція та багато інших країн і угруповань були залучені до ситуації в Нігері через ісламістське повстання в Сахелі, яке, зокрема, спровокувало джихадистське повстання в Нігері, очолюване Аль-Каїдою, Ісламською Державою та Боко Харам. У країні розміщені бази США, Франції та Туреччини. У 2022 році Нігер став центром антитерористичних операцій Франції після її залишення Малі та Буркіна-Фасо через серію воєнних переворотів і антифранцузьких настроїв, що сприяло посиленню впливу Росії та приходу в регіон її бойовиків із ПВК «Вагнер».

## Криза

### Липень 2023

#### 29—31 липня
29 липня полковник-майор хунти Амаду Абдраман звинуватив ЕКОВАС у намірі затвердити «план агресії проти Нігеру шляхом неминучої військової інтервенції в Ніамей за підтримки деяких західних країн» і заявила про «тверду рішучість» обороняти країну. Хунта також заявила, що ухвалення плану є метою саміту ЕКОВАС, скликаного наступного дня. Рада миру та безпеки Африканського Союзу висунула ультиматум, згідно з яким військові повинні «негайно й безумовно повернутися до казарм та відновити конституційну демократію протягом максимум п'ятнадцяти днів», у протилежному разі блок буде змушений вжити «необхідних заходів, включно з каральними заходами проти винних».
30 липня ЕКОВАС висунуло хунті ультиматум, згідно з яким Базум має бути відновлений на посаді президента протягом одного тижня. У комюніке, ухваленому на надзвичайному саміті в Абуджі, Нігерія, було заявлено, що в разі невиконання вимог ЕКОВАС «вживе всіх необхідних заходів для відновлення конституційного ладу в Республіці Нігер», додавши, що «ці заходи можуть передбачати застосування сили». Реакція блоку на дії хунти значно відрізнялася від заходів, вжитих у зв'язку з минулими переворотами у Гвінеї, Малі та Буркіна-Фасо, які не передбачали загрози застосування сили для відновлення поваленого уряду. ЕКОВАС також оголосило про «негайні санкції» щодо Нігеру, включно із закриттям наземних і повітряних кордонів, запровадженням безпольотної зони для всіх нігерських комерційних рейсів та зупиненням усіх комерційних і фінансових операцій між ЕКОВАС і Нігером. Активи державних підприємств Нігеру були заморожені Центральним банком держав Західної Африки, що призвело до скасування випуску облігацій на суму 30 мільярдів франків КФА (51 мільйонів $).
Того ж дня тисячі нігерців зібралися в Ніамеї перед будівлею Національних зборів для демонстрації, організованої на прохання Сіані Рухом М62, який раніше виступав проти Базума й антитерористичної операції «Бархан», і підтримував російське вторгнення в Україну. Після цього вони попрямували до посольства Франції з нігерськими та російськими прапорами, з гаслами проти Бархана, ЕКОВАС, Франції, Європейського та Африканського Союзів, і на підтримку перевороту та Володимира Путіна. Учасники демонстрації також закликали до інтевенції ПВК «Вагнер». Під час маршу входи в посольства Франції та США були закриті. Стіни та ворота французького посольства було підпалено й пошкоджено. Натовп розійшовся після того, як поліція застосувала сльозогінний газ. У відповідь на атаку на своє посольство уряд Франції попередив, що напади на її громадян, військових, дипломатів та інтереси призведуть до «негайної та рішучої» відповіді.
31 липня на прохання ЕКОВАС президент Чаду Магамет Дебі Ітно зустрівся із Сіані та Базумом у президентському палаці в Ніамеї. Чад опублікував фотографії цієї зустрічі, ознаменувавши першу появу Базума після перевороту. Тим часом представник хунти полковник Абдремане звинуватив міністра закордонних справ Массуду, який усе ще претендував на роль виконувача обов'язків лідера замість Базума, у санкціонуванні французької атаки на президентський палац із метою звільнення Базума. Міністерство закордонних справ Франції спростувало цю заяву. Хунта заарештувала міністра нафти Махамане Сані Махамаду, який був сином колишнього президента Махамаду Іссуфу; міністра гірничодобувної промисловості Усійні Хадізату; і Фумакоє Гадо, голову національного виконавчого комітету президентської Партії за демократію і соціалізм. Це сталося після того, як попереднього тижня було заарештовано міністра транспорту Умару Малам Альма й колишнього міністра оборони Калла Мутарі.

### Серпень 2023

#### 1—10 серпня
1 серпня хунта оголосила про відкриття кордонів Нігеру з Алжиром, Буркіна-Фасо, Малі, Лівією і Чадом. Міністерство закордонних справ Франції оголосило про підготовку до евакуації своїх громадян і громадян інших європейських країн, посилаючись на заворушення в Ніамеї, напад на їхнє посольство та закриття повітряного простору Нігеру. Міністерство оборони Іспанії заявило, що евакуює понад 70 іспанців за допомогою авіації.
2 серпня В містах Нігеру сталися відключення електрики, через що державна компанія Nigelec звинуватила Нігерію. Трансмісійна компанія Нігерії відмовилася від коментарів, тоді як анонімне джерело повідомило BBC, що цей крок відбувся за вказівкою президента Нігерії Боли Тінубу. Світовий банк призупинив виділення коштів Нігеру до подальшого повідомлення. Воєначальники країн-членів ЕКОВАС зібралися в Абуджі для обговорення ситуації в Нігері, натомість Кот-д'Івуар виступив із заявою, у якій підтримав санкції ЕКОВАС і повідомив про участь країни в підготовці військової інтервенції в Нігер. За повідомленнями, делегація хунти на чолі з генералом Саліфу Моді прибула в Бамако, Малі, після чого відправила в Уагадугу, Буркіна-Фасо. У своєму телезверненні Сіані назвав запроваджені проти країни санкції «цинічними й беззаконними», заявивши, що мета цих санкцій — «принизити» сили безпеки Нігеру та зробити країну «некерованою». Він також заявив, що його режим не піддасться на погрози, і закликав громадян стати на захист країни. Цього дня було здійснено перші евакуаційні рейси. Італійський військовий літак доправив до Риму 87 евакуйованих із Нігеру, а французький евакуаційний літак доправив до Парижа 262 евакуйованих. У відповідь на евакуацію Рух М62 закликав до мирної блокади аеропорту Ніамея доти, доки іноземні збройні сили не покинуть країну.
3 серпня ЕКОВАС направило до Нігеру для переговорів чергову делегацію, цього разу на чолі з колишнім нігерійським військовим лідером Абдусаламом Абубакаром, до якої також увійшли султан Сокото Мухаммад Са'ад Абубакар та президент Комісії ЕКОВАС Омар Турей. Абдель-Фатаву Муса, комісар ЕКОВАС із політичних питань, миру та безпеки, заявив, що «військовий сценарій — це найостанніший варіант на столі, останній засіб, але ми повинні підготуватися до такого розвитку подій». Делегати провели зустріч із представниками хунти, але їм не вдалося зустрітися з генералом Сіані або президентом Базумом. З нагоди 63-го Дня незалежності Нігеру в Ніамеї пройшла чергова демонстрація прихильників перевороту. Цього разу сили безпеки перекрили дороги, що вели до посольств Франції та США, щоб запобігти нападам і актам вандалізму. Шегун Аджаді Бакарі і Аїсата Таль Саль, міністри закордонних справ Беніну й Сенегалу відповідно, підтвердили, що їхні країни візьмуть участь у військовій інтервенції до Нігеру, якщо її схвалить ЕКОВАС. Франція заявила, що евакуювала 1079 осіб, тоді як Державний департамент США зобов'язався евакуювати працівників свого посольства і членів їхніх родин, які не є співробітниками екстрених служб, але залишаються відкритими для «обмеженого надання екстрених послуг громадянам США». Велика Британія також постановила скоротити персонал свого посольства.
Того ж дня хунта наклала цензуру на мовлення France 24 та Міжнародне французьке радіо (RFI), що сталося кількома місяцями раніше в Малі та Буркіна-Фасо. За телеканалом France 24 щотижня стежила чверть населення Нігеру, а RFI була найпопулярнішою міжнародною радіостанцією в країні. Компанія France Médias Monde, власник обох медіамереж, висловила протест проти цього рішення. Крім того, хунта оголосила про скасування п'яти військових угод з Францією, які, зокрема, дозволяють розміщення французьких військ на території країни та регулюють статус військових, що беруть участь в операціях проти джихадистів. У відповідь Франція заявила, що зважає на дії хунти, але нагадала, що угоди були підписані з «легітимною» владою. В окремій заяві хунта постановила відкликати послів Нігеру у Франції, Нігерії, Того і США. У статті, опублікованій газетою The Washington Post, Базум назвав себе «заручником», а також закликав США й міжнародне співтовариство відновити конституційний лад у Нігері, попередивши, що переворот матиме руйнівні внутрішні та міжнародні наслідки.
4 серпня хунта скасувала комендантську годину, яка діяла з 26 липня. Президент Нігерії Тінубу звернувся до Сенату з проханням санкціонувати інтервенцію в Нігер. Колишній радник президента Базум повідомив CNN, що після перевороту було заарештовано приблизно 130 чиновників з уряду Базума, а чимало інших переховуються. Державний секретар США Ентоні Блінкен заявив про призупинення деяких програм допомоги для Нігеру, але уточнив, що це не вплине на гуманітарну і продовольчу допомогу або дипломатичні операції та операції із гарантування безпеки американського персоналу на нігерській території. Водночас Чад оголосив, що не братиме участі в інтервенції проти хунти під керівництвом ЕКОВАС, тоді як джихадисти Ісламської держави у Великій Сахарі напали на колону малійських солдатів, які прямували до Нігеру, що призвело до 20 жертв.
5 серпня з'явилися повідомлення стосовно того, що хунта офіційно звернулася по допомогу ПВК «Вагнер» під час візиту генерала Моді до Малі. Після зустрічі Ахмуду Махамаду й Катрін Колонна, прем'єр-міністром Нігеру та міністром закордонних справ Франції відповідно, Колонна оголосила про французьку підтримку інтервенції ЕКОВАС, не уточнивши, чи буде її країна надавати військову підтримку. Сенат Нігерії відхилив прохання президента Тінубу санкціонувати інтервенцію і закликав його врегулювати кризу більш дипломатичними засобами.
6 серпня сплинув тижневий термін, протягом якого хунта мала передати владу Базуму або зазнати інтервенції. Утім, ЕКОВАС не вчинив жодних дій. У Ніамеї тисячі осіб приєдналися до чергової демонстрації прихильників хунти. Президент Алжиру Абдельмаджид Теббун висловився проти будь-якого військового втручання, заявивши, що це може спровокувати ескалацію конфлікту в усьому Сахельському регіоні. Хунта знову закрила повітряний простір країни, посилаючись на загрозу інтервенції, а її представник полковник Абдремане заявив, що у двох неназваних центральноафриканських країнах було проведено підготовчу дислокацію сил. Напередодні можливої інтервенції нігерські військові почали перекидати в Ніамей підкріплення, і вночі туди прибула колона з 40 пікапів.
7 серпня Малі та Буркіна-Фасо оголосили про плани направити до Нігеру делегації для «висловлення солідарності» з хунтою. Голова самопроголошеного біафранського уряду у вигнанні Саймон Екпа заявив, що підтримає Нігер і його союзників у разі втручання ЕКОВАС. Міністр закордонних справ Італії Антоніо Таяні закликав ЕКОВАС продовжити термін ультиматуму, тоді як ЕКОВАС оголосило про проведення 10 серпня саміту для обговорення своїх планів. Заступник держсекретаря США Вікторія Нуланд зустрілася в Ніамеї із членом хунти та начальником військового штабу генералом Муссою Салау Барму, щоб запропонувати сприяння Сполучених Штатів у відновленні конституційного уряду. Нуланд повідомила, що хунта не підтримала цю ідею, додавши, що бесіда була «надзвичайно відвертою і часом досить важкою». Хунта також не дозволила їй зустрітися з президентом Базумом і заявила, що той перебуває під «фактичним домашнім арештом».
8 серпня економіст Алі Ламін Зейн був призначений хунтою новим прем'єр-міністром Нігеру; до 2010 року Зейн обіймав посаду міністра фінансів, а потім працював в Африканському банку розвитку. Хунта відмовила у в'їзді до Нігеру спільній делегації, що складалася з представників ЕКОВАС, ООН та Африканського Союзу. Після цього Нігерія впровадила нові санкції через свій центральний банк, спрямовані на юридичних та фізичних осіб, причетних до перевороту. Держсекретар Блінкен заявив, що Сполучені Штати підтримують заходи ЕКОВАС, спрямовані на відновлення конституційного ладу в Нігері. Міністри закордонних справ Малі та Буркіна-Фасо опублікували спільний лист до ООН та Африканського Союзу, у якому закликали Раду Безпеки ООН та африканську Раду миру та безпеки запобігти будь-яким військовим діям проти Нігеру.
9 серпня держсекретар США Блінкен повідомив, що розмовляв із Базумом, закликавши хунту звільнити його з-під варти та висловивши підтримку «мирному врегулюванню» кризи. Рісса Аг Була, колишній лідер повстанського угруповання Фронт визволення Аїра та Азауака, яке брало участь у двох повстаннях туарегів у 1990-х і 2000-х роках, звинуватив хунту в організації «трагедії» та оголосив про створення Ради опору за республіку, метою якої є повалення хунти й відновлення Базума на посаді президента. Він також сказав, що підтримує міжнародне втручання ЕКОВАС та інших сторін. Інший член Ради опору повідомив, що кілька нігерських політиків приєдналися до групи, але відмовилися від публічних виступів із міркувань безпеки. Президентська Партія за демократію і соціалізм заявила, що Базум і його сім'я вже тиждень перебувають без електрики та водопостачання, а з харчових продуктів у них залишилися тільки сушені й консервовані продукти.
Того ж дня хунта звинуватила Францію у звільненні 16 терористів, які згодом здійснили напад на підрозділ Національної гвардії в регіоні Тіллабері. Вона також висунула звинувачення в тому, що французький військовий літак порушив повітряний простір Нігеру в рамках ширшого плану з дестабілізації ситуації в країні. Міністерство закордонних справ Франції спростувало ці твердження і достовірність факту атаки, додавши, що перебування літака в країні було частиною раніше досягнутої домовленості з нігерськими силами. Того ж дня представники хунти зустрілися з двома нігерійськими послами. Санусі Ламідо Санусі, колишній емір Кано й керівник Центрального банку Нігерії до 2014 року, який також є шанованим у регіоні духовним лідером ісламських суфіїв, відвідав Нігер і зустрівся з генералом Сіані. Чергову зустріч представників спільної місії ЕКОВАС, ООН і ЄС із представниками хунти було відкладено після того, як хунта заявила про невідповідний для цього час.
10 серпня хунта оголосила про створення нового уряду, призначивши 21 міністра на чолі з прем'єр-міністром Зейном, про що по державному телебаченню оголосив «генеральний секретар уряду» Махамане Руфаї Лауалі. Трьох генералів хунти призначили главами міністерств внутрішніх справ, оборони та спорту. Крім того, за повідомленнями, хунта заявила, що вб'є президента Базума в разі військової інтервенції з метою його поновлення. В Абуджі відкрилося друге екстрене засідання ЕКОВАС, присвячене ситуації в Нігері. Президент Нігерії Тінубу у своїй вступній промові знову заявив, що блок оцінюватиме шляхи вирішення ситуації, і назвав переворот «загрозою» для Західної Африки. На зустрічі також були присутні президент Мавританії Мухаммед аль-Газуані, країна якого вийшла з ЕКОВАС у 2000 році, і президент Бурунді Еварист Ндаїшиміє. За підсумками саміту ЕКОВАС оголосила про «негайну активізацію [та] розгортання» резервних збройних сил для відновлення конституційного порядку в Нігері. У заяві також зазначалося про «рішучість зберегти на столі переговорів усі варіанти мирного врегулювання кризи». Президент Кот-д'Івуару Алассан Уаттара заявив, що інтервенція відбудеться найближчим часом, і додав, що його країна надасть 850—1100 військових до загальних сил.

#### 11—20 серпня
11 серпня держсекретар США Блінкен знову заявив про підтримку ЕКОВАС, проте безпосередньо не підтвердив підтримку інтервенції. Блінкен також заявив, що Сполучені Штати покладають на хунту відповідальність за безпеку Базума, його сім'ї та інших затриманих членів його уряду. Зазія Базум, донька президента Базума, яка перебуває в Парижі, повідомила, що майже щодня підтримує телефонний зв'язок із затриманими членами своєї сім'ї, і додала, що вони втрачають вагу через погіршення стану здоров'я. Тисячі прихильників хунти провели акцію протесту біля французької військової бази на околиці Ніамея, скандуючи антифранцузькі гасла та розмахуючи російськими прапорами. Одна з держав-членів ЕКОВАС, Кабо-Верде, заявила про свою незгоду з військовою інтервенцією, вказуючи на малоймовірність участі країни в подібній кампанії. Буркіна-Фасо ухвалила рішення про припинення діяльності радіостанції Radio Omega, що належить та управляється колишнім міністром закордонних справ Альфа Баррі. Це рішення ухвалили після того, як в ефірі радіостанції з'явилося «образливе» інтерв'ю з нігерійським представником Усманом Абдулом Мумуні, у якому він розкритикував хунту і висловився за відновлення Базума на посаді президента. Велика Британія закликала негайного звільнити Базума та заявила про свою підтримку ЕКОВАС і дипломатичних зусиль із врегулювання кризи.
12 серпня ЕКОВАС скасувало ключову військову нараду в Аккрі, на якій керівники організації мали проінформувати про «найкращі варіанти» дій резервних сил, у зв'язку з «технічними проблемами». Посол Нігеру у Вашингтоні, Мамаду Кіарі Ліман-Тінгірі, звернувся до США та інших союзників Базума, закликавши їх провести «рятувальну операцію» для порятунку його життя. Він заявив, що хунта навмисно доводить його до смерті від голоду. Делегація хунти на чолі з генералом Муссою Салау Барму провела в Конакрі зустріч із гвінейським військовим лідером Мамаді Думбуя. Під час зустрічі Думбуя підтвердив солідарність своєї хунти з хунтою Нігера. Інса Гарба Сайду, місцевий активіст-прихильник хунти з Ніамея, що підтримує прямі контакти з військовим урядом, заявив, що хунта не погодиться на переговори з ЕКОВАС, якщо її не визнають законним урядом Нігеру. Хунта повідомила, що місцеві релігійні лідери запропонували виступити посередниками між ними та ЕКОВАС. ЕКОВАС оголосило про свої плани направити в Ніамей делегацію для перемовин із хунтою про можливість мирного відновлення Базума на посаді президента. У зв'язку з погіршенням стану здоров'я Базума відвідав лікар, який забезпечив його і його сім'ю харчовими продуктами.
13 серпня делегація з Нігерії повідомила, що хунта налаштована на дипломатичне врегулювання кризи у відносинах з ЕКОВАС. Водночас хунта зробила заяву про намір висунути проти Базума звинувачення в «державній зраді та підриві» безпеки країни.
14 серпня Рада миру та безпеки Африканського Союзу зібралася у своїй штаб-квартирі в Аддис-Абебі, щоб ознайомитися з інформацією про події в Нігері та обговорити зусилля, які докладаються для врегулювання ситуації. США та ООН висловили свою стурбованість наміром хунти піддати Базума судовому переслідуванню. США висловили думку, що такий крок може призвести до ескалації напруги та зменшить ймовірність мирного вирішення кризи, а представник ООН Стефан Дюжаррік зазначив, що ці наміри викликають «серйозну тривогу». ЕКОВАС назвало плани «провокацією» і заявило, що вони суперечать попереднім заявам хунти щодо готовності до мирних переговорів.
15 серпня прем'єр-міністр Зейн, призначений хунтою, відвідав сусідній Чад, де зустрівся з президентом Махаматом Дебі та прем'єр-міністром Салехом Кебзабо. Після повернення Зейн заявив, що хунта «підтверджує» свою підтримку мирному діалогу, але «наполягала на необхідності незалежності країни». Водночас представниця міноборони США, Сабріна Сінгх, заявила, що ситуація в Нігері «виглядає як спроба перевороту». У Ніамеї розпочалася підготовка до масового набору громадян віком від 18 років для надання допомоги хунті в разі інтервенції; новостворена група Добровольці для оборони Нігеру повідомила, що цей процес розпочнеться через кілька днів, перш за все на кордонах із Беніном і Нігерією. Міністерство оборони Нігеру повідомило, що озброєні угруповання скоїли напад на армійський загін у регіоні Тіллабері, у результаті якого загинули принаймні 17 нігерських солдатів, а понад 20 отримали поранення. Німеччина закликала хунту звільнити Базума і відновити конституційний лад. Хунта відкликала посла Нігеру в Кот-д'Івуарі у відповідь на заяву президента Уаттари про підтримку збройної інтервенції проти хунти.
17 серпня керівники військових відомств країн ЕКОВАС провели дводенну нараду в Аккрі з метою обговорення можливої військової інтервенції проти хунти. Блок заявив, що всі його активні країни-члени, за винятком Кабо-Верде, готові взяти участь в інтервенції. Міністр закордонних справ Німеччини Анналена Бербок після переговорів із держсекретарем США Блінкеном, головою Комісії Африканського Союзу Муссою Факі Махаматом та іншими сторонами, закликала ЄС запровадити санкції проти хунти. Американський генерал-майор Дж. Маркус Гікс, колишній голова Командування спеціальних операцій в Африці, заявив, що США шукають способи зберегти свою військову присутність у Нігері незалежно від того, який уряд перебуває при владі, тому американський уряд утримується від того, щоб називати дії в Нігері переворотом. Гікс додав, що американські війська мають намір зберегти свої військові бази та бази безпілотників у Нігері, якщо хунта збереже свою владу. Глави релігійних конфесій Того на зустрічі головних римо-католицьких єпископів Західної Африки висловили свою незгоду з військовою інтервенцією і закликали ЕКОВАС та хунту почати двосторонні дипломатичні переговори.
18 серпня голова ООН із прав людини Фолькер Тюрк висловив незгоду з планами хунти щодо переслідування Базума, заявивши, що висунуті проти нього звинувачення не мають «правового підґрунтя». Повітряні сили США в Африці заявили про готовність евакуювати американські бази безпілотників у Нігері в разі загострення ситуації. Після закінчення зустрічі в Аккрі комісар ЕКОВАС із політичних питань, миру й безпеки Абдель-Фатау Муса заявив, що блок визначив день для можливої військової інтервенції. Проте, організація заявила, що залишається відкритою для дипломатичних засобів врегулювання кризи. Президент Нігерії Тінубу попередив про «серйозні наслідки», якщо стан здоров'я Базума в ув'язненні ще більше погіршиться. У відповідь на побоювання щодо безпеки Базума, прем'єр-міністр хунти Зейн заявив, що «з ним нічого не трапиться», аргументуючи це тим, що «у нас у Нігері немає традиції насильства».
19 серпня в Ніамей прибула делегація ЕКОВАС на чолі з Абдулсаламом Абубакаром, яка приєдналася до Леонардо Сантоса Сімао, спеціального представника ООН із Західної Африки та Сахелю; група зустрілася з Тчіані, а потім із Базумом. Малі та Буркіна-Фасо направили в Нігер бойові літаки Super Tucano на знак солідарності з хунтою після військової наради ЕКОВАС в Аккрі. У своєму виступі по національному телебаченню Сіані запропонував потенційну трирічну передачу влади та заявив, що хунта не ставить перед собою завдання «конфіскувати владу». Посолка США Кетлін А. Фіцґіббон прибула до Нігеру, щоб очолити дипломатичну місію та активізувати зусилля для врегулювання кризи.
20 серпня відбулася чергова багатотисячна демонстрація в Ніамеї на підтримку хунти. Папа Римський Франциск висловив надію на мирне вирішення кризи в Нігері. ЕКОВАС відхилило запропонований хунтою трирічний план переходу до цивільного правління, заявивши, що погодиться тільки на передачу влади в найкоротший термін.

#### 21—31 серпня
21 серпня президент Туреччини Реджеп Тайїп Ердоган заявив, що виступає проти військової інтервенції в Нігер. У Ніамей прибув конвой із Буркіна-Фасо, що складався приблизно з 300 вантажівок. ЕКОВАС вкотре закликало хунту звільнити Базума без попередніх умов і відновити конституційний порядок без подальших зволікань. Крім того, організація заявила, що від результатів неофіційних переговорів, які ще тривають, залежатиме, чи спрямує ЕКОВАС у Нігер ще одну посередницьку місію. Алжирське державне радіо повідомило, що Франція запросила використання повітряного простору Алжиру для проведення операції в Нігері; французький уряд спростував цю інформацію.
22 серпня Африканський Союз призупинив членство Нігеру в блоці, заявивши про розгляд плану дій ЕКОВАС, і закликав усі країни-члени та міжнародну спільноту не вживати жодних дій, спрямованих на легітимізацію хунти. Єгипет заявив про підтримку дипломатичних зусиль із врегулювання кризи.
24 серпня президент Нігерії Тінубу схвалив проведення чергового раунду перемовин із хунтою. Він також заявив, що утримував ЕКОВАС та інші неназвані сили від інтервенції в Нігер, попередивши, що не може відкладати таке втручання надто довго. Водночас Алжир також направив до Нігеру високопоставленого чиновника для переговорів. Хунта офіційно уповноважила армії Буркіна-Фасо й Малі здійснити інтервенцію в країну «в разі агресії». Президент Франції Еммануель Макрон закликав хунту звільнити Базума, а також закликав до відновлення демократії в Нігері.
25 серпня хунта висунула вимогу до посла Франції покинути країну протягом 48 годин. Франція відхилила ультиматум, заявивши, що хунта не є легітимним урядом в Нігері.
26 серпня хунта привела збройні сили Нігеру в стан максимальної бойової готовності, очікуючи можливої інтервенції. Водночас у Ніамеї відбувся черговий мітинг прихильників хунти, під час якого демонстранти погрожували штурмом французьких військових баз і посольства Франції, якщо посол Сільвен Ітте не залишить країну впродовж 48 годин. Під час зустрічі з американським представником Тінубу прийняв запрошення президента США Джо Байдена зустрітися в кулуарах Генеральної Асамблеї ООН у вересні для обговорення кризи й можливої інтервенції.
27 серпня біля французької військової бази в Ніамеї пройшли акції протесту з вимогами виведення французьких військ і гаслами проти ЕКОВАС. Демонстрації на підтримку хунти відбулися також у регіоні Мараді. Голова делегації ЕКОВАС Абдулсаламі Абубакар заявив, що хунта виключає можливість повернення Базума на посаду президента.
28 серпня Макрон оголосив, що залишає Ітте послом у Нігері, попри ультиматум хунти, яку Макрон назвав «нелегітимною владою».
29 серпня міністр закордонних справ Алжиру Ахмед Аттаф оприлюднив пропозицію щодо врегулювання кризи в Нігері, закликавши до шестимісячного перехідного етапу, який дасть змогу країні відновити «конституційний та демократичний порядок», і передбачає напрацювання «політичних домовленостей із врахуванням думки всіх сторін у Нігері» та контроль за цим процесом із боку «цивільної влади на чолі з консенсусною фігурою».
30 серпня кабінет міністрів Буркіна-Фасо дозволив уряду направити в Нігер військовий контингент.
31 серпня хунта наказала поліції виставити Ітте й позбавила його дипломатичного імунітету, а також віз для членів його сім'ї. Після цього навколо посольства й резиденції Ітте було розміщено додаткові сили безпеки. Хунта також тимчасово заборонила агентствам ООН і неурядовим організаціям працювати в районах, оголошених «зонами операцій», пояснюючи це безпековою ситуацією. Тінубу запропонував хунті скоротити термін переходу до цивільного правління до дев'яти місяців, застерігши водночас, що санкції проти хунти з боку ЕКОВАС діятимуть доти, доки режим не внесе «позитивні корективи».

### Вересень 2023

#### 1—10 вересня
1 вересня Рух М62 організував триденний сидячу демонстрацію біля будівлі французького військового гарнізону в Ніамеї, вимагаючи виведення військ. За повідомленнями, демонстрація наступного дня стала найбільшою після перевороту, зібравши десятки тисяч учасників.
4 вересня хунта знову відкрила повітряний простір Нігеру для комерційних рейсів, але залишила в силі заборону на всі оперативні військові польоти, а також на ті, що потребують попереднього дозволу відповідних органів.
5 вересня ЄС звинуватив хунту в перешкоджанні візиту свого посла в посольство Франції.
7 вересня США почали виводити з Нігеру незначний персонал, а також переводити частину військ і техніки зі своєї бази в Ніамеї до Агадеса за узгодженням із нігерійськими військовими.
8 вересня хунта заарештувала бізнесмена Стефана Жюльєна, який представляв інтереси французьких експатріантів у посольстві в Ніамеї; його було відпущено 14 вересня.

#### 11—20 вересня
12 вересня хунта денонсувала угоду про військове співробітництво, укладену урядом Базума з Беніном у 2022 році, пославшись на підтримку Беніном інтервенції ЕКОВАС та інших актів «агресії» проти Нігеру. Хама Амаду, колишній прем'єр-міністр і політичний суперник Базума, повернувся в Нігер, провівши два роки у Франції.
13 вересня американські військові відновили регулярні операції в Нігері після місячної перерви, зумовленої переворотом.
14 вересня Франція заборонила всім культурним установам, які отримують субсидії від французького уряду, співпрацювати з артистами з Малі, Нігеру та Буркіна-Фасо. Під дію заборони потрапили такі установи, як французькі національні театри, а також драматичні та хореографічні центри. Віцепрезидент профспілки артистів і працівників культури Бруно Лобе розкритикував рішення уряду, назвавши його «справжньою катастрофою» для артистів та «іміджу Франції». Міністр культури Франції Рима Абдул Малак заявила, що цей крок було здійснено з «міркувань безпеки» після переворотів у цих країнах, і наголосила на тому, що рішення ухвалене з практичних міркувань, оскільки в умовах конфліктів, що тривають, візи до цих країн не видаються.
15 вересня хунта анулювала понад 990 дипломатичних паспортів, виданих чиновникам уряду Базума, а також іншим пов'язаним із ними громадянами та приблизно 50 іноземним громадянам. Президент Макрон звинуватив хунту в блокуванні постачання продовольства у французьке посольство в Ніамеї та фактичному утриманні посла Ітте та його співробітників «у заручниках», додавши, що Ітте змушений жити на «військових пайках».
16 вересня Нігер, Малі та Буркіна-Фасо підписали пакт про безпеку під назвою Альянс держав Сахеля, щоби підтримувати один одного в разі «повстання або зовнішньої агресії».
18 вересня президент Базум через свого адвоката подав позов до Суду ЕКОВАС, оскарживши своє затримання хунтою і вимагаючи звільнення.
19 вересня, у промові під час 78-ї сесії Генеральної Асамблеї ООН в Нью-Йорку, президент Нігерії Тінубу заявив, що прагне відновити демократичний порядок у Нігері.

#### 21—30 вересня
22 вересня хунта звинуватила генерального секретаря ООН Антоніу Гутерреша в перешкоджанні участі Нігеру в сесії Генеральної Асамблеї ООН після того, як питання про визнання міністра закордонних справ хунти Бакарі Яу Сангаре представником країни на цьому заході було відкладено на прохання Базума.
23 вересня хунта заборонила всі французькі комерційні та чартерні рейси, включно з рейсами компанії Air France, яка заявила, що «вже не літає над повітряним простором Нігеру».
24 вересня президент Макрон оголосив про виведення французьких військ з Нігеру до кінця 2023 року, а також про відкликання посла Ітте та інших дипломатичних співробітників.

### Жовтень 2023

#### 1—10 жовтня
2 жовтня Міністерство закордонних справ Алжиру оголосило, що хунта погодилася на переговорний процес за посередництва Алжиру і шестимісячний план для відновлення цивільного правління в Нігері.
9 жовтня Алжир призупинив свою посередницьку діяльність після безрезультатної зустрічі міністра закордонних справ Алжиру Аттафа з його колегою в Ніамеї та критики прем'єр-міністра хунти Зейна щодо Алжиру за «маніпулятивність» у відношенні посередництва.

#### 11—20 жовтня
10 жовтня перша група французьких солдатів залишила Нігер у складі сухопутної колони у напрямку Чаду. США офіційно визнали події в Нігері державним переворотом і відкликали близько 500 мільйонів $ економічної допомоги. Хунта висунула вимогу до Луїзи Обен, голови дипломатичної місії ООН у Нігері, покинути країну протягом 72 годин, тоді як міністерство закордонних справ хунти звинуватило ООН у створенні «перешкод» для того, щоб не допустити країну до участі в Генеральній Асамблеї ООН раніше у вересні.

### Після жовтня 2023
У грудні 2023 року представники бунтівників у Нігері розірвали військове партнерство країни з Європейським Союзом, також було відкликано дозвіл на розгортання місії ЄС у Нігері.
У безерні 2024-го Хунта Нігера розірвала військову угоду з США, яка дозволяла військовослужбовцям та цивільному персоналу Міністерства оборони США перебувати на території країни.